# Proechimys urichi
Proechimys urichi és una espècie de mamífer rosegador de la família de les rates espinoses. És endèmica del nord de Veneçuela. Es tracta d'un animal nocturn i solitari que s'alimenta de llavors, fruita, fulles i insectes. El seu hàbitat natural són els boscos primaris, secundaris i de galeria. És una espècie en risc mínim, és a dir, no sembla que hi hagi cap amenaça significativa per a la seva supervivència.
Aquest tàxon fou anomenat en honor del naturalista de Trinitat i Tobago Frederick William Urich.